# گناه فاطماگل چه بود؟
گناه فاطما‌گل چه بود؟ (به ترکی استانبولی: Fatmagül'ün Suçu Ne?) مجموعهٔ تلویزیونی در ژانر درام ساخت ترکیه و تولید آی یاپیم به کارگردانی هلال سارال و توسط اجه یورنچ و ملک گنچ‌اوغلو نویسندگی شده است که از سال ۲۰۱۰ تا ۲۰۱۲ از کانال د ترکیه پخش شد. داستان این مجموعۀ تلویزیونی بر پایهٔ فیلم‌نامه فیلمی به همین نام، نوشته ودات ترک‌علی است که در سال ۱۹۸۶ ساخته شد، و هولیا آوشار نقش فاطما‌گل را در آن فیلم ایفا کرده بود.موسیقی متن این مجموعه توسط تویگار اشیکلی ساخته و تنظیم شده است. برن سات نقش فاطما‌گل و انگین آکیورک نقش کریم را در این مجموعه ایفا کردند. فیلم‌برداری این مجموعه ابتدا در شهر چشمه آغاز شد و سپس در شهر استانبول ادامه یافت. اولین قسمت این مجموعه در ۱۶ سپتامبر ۲۰۱۰ از شبکه کانال د ترکیه پخش شد و پس از دو فصل و پخش ۸۰ قسمت در ۲۱ ژوئن ۲۰۱۲ پایان یافت. بعد از آن به آمریکا مهاجرت کرده و آن دو زوج کارگردانی مجموعه Succession شبکه اچ بی او مکس را بر عهده گرفتند.

## خلاصۀ داستان
داستان فاطماگل (برن سات) یک دختر فقیر از شهری کوچک است که توسط چهار مرد مورد تجاوز گروهی قرار می‌گیرد. پس از آن مجبور به ازدواج با کریم (انگین آکیورک)، یکی از متجاوزین خود می‌شود، بعداً وقتی فاطماگل فهمید که کریم به او تجاوز نکرده است، عشق بین آنها شکل می‌گیرد و در ادامه او دست از عدالت‌جویی بر نمی‌دارد.

## بازیگران و شخصیت‌ها
| بازیگر            | نقش               |
| ----------------- | ----------------- |
| برن سات           | فاطماگل کتنجی     |
| انگین آکیورک      | کریم ایلگاز       |
| انگین اوزترک      | سلیم یاشاران      |
| کان تاشانر        | اردوغان یاشاران   |
| بورا گولسوی       | وورال ناملی       |
| فیرات چلیک        | مصطفی نالچالی     |
| موسی اوزونلر      | رشاد یاشاران      |
| سومرو یاوروجوک    | مریم آکسوی        |
| مراد دالتابان     | منیر تلجی         |
| سدا گوون          | ملتم آلاگز        |
| صالح زکی یورولماز | قالب              |
| سوتاپ اوزالتان    | هاجر اواجیک (آسو) |
| دنیز تورکالی      | پریهان یاشاران    |
| جوان جانووا       | قدیر پاکالین      |
| اسرا درمانجی‌اوغلو | مقدس کتنجی        |
| بولنت سیران       | راحمی کتنجی       |
| عطا ییلماز اونال  | مراد کتنجی        |
| ویدا یورتسور ایپک | اندر آلاگز        |
| عزیز سروان        | تورانر آلاگز      |
| محمد اسلو         | رفات یاشاران      |
| ثروت پاندور       | لمان ناملی        |
| زوهتو ارکان       | شمسی ناملی        |
| ساجده تاشانر      | هالیده نالچالی    |
| تویگون آتش        | امین نالچالی      |
| دنیز بایتاش       | حیلمیه یاشاران    |
| آلپر سایلیک       | سامی              |
| آلپر کوت          | عمر آکاری         |
| امره یتیم         | امره              |
| نیلا کایا         | گایه              |
| کلارا فراست       | کریستین نورتون    |

## پخش مجموعه
| فصل   | تعداد قسمت‌ها | اپیزودها      | قسمت اول        | قسمت آخر     | زمان پخش (EET) | سال پخش   |
| ----- | ------------ | ------------- | --------------- | ------------ | -------------- | --------- |
| فصل ۱ | ۳۹           | ۱–۳۹          | ۱۶ سپتامبر ۲۰۱۰ | ۱۶ ژوئن ۲۰۱۱ | ۲۰:۰۰          | ۲۰۱۰–۲۰۱۱ |
| فصل ۲ | ۴۱           | ۴۰–۸۰ (پایان) | ۸ سپتامبر ۲۰۱۱  | ۲۱ ژوئن ۲۰۱۲ | ۲۰:۰۰          | ۲۰۱۱–۲۰۱۲ |